# 梭形棒角贝
梭形棒角贝（学名：Cadulus clavatus），是斜口象牙贝目胖象牙贝科胖象牙贝属的一种。主要分布于中国大陆，常栖息在水深5-36米。